# Vicugna
A Vicugna az emlősök (Mammalia) osztályának párosujjú patások (Artiodactyla) rendjébe, ezen belül a tevefélék (Camelidae) családjába tartozó nem.

## Rendszerezés
A nembe az alábbi 2 faj tartozik:
- alpaka (Vicugna pacos) (Linnaeus, 1758) - korábban a láma (Lama glama) alfajának vélték, azonban 2001-ben összehasonlították a DNS-ét a többi Lamini-fajjal és rájöttek, hogy ezt a háziállatot a vikunyából tenyésztették ki[1]
- vikunya (Vicugna vicugna) (Molina, 1782) - típusfaj

### Fordítás
- Ez a szócikk részben vagy egészben  a   Vicugna című angol Wikipédia-szócikk ezen változatának fordításán alapul.  Az eredeti cikk szerkesztőit annak laptörténete sorolja fel. Ez a jelzés csupán a megfogalmazás eredetét és a szerzői jogokat jelzi, nem szolgál a cikkben szereplő információk forrásmegjelöléseként.